# Mohamed Demsiri
Mohamed Ajahoud, né en 1936 et mort le 11 novembre 1989, largement connu sous le nom de Mohamed Demsiri (en chleuh : ⵎⵓⵃⵎⵎⴷ ⴷⴷⵎⵙⵉⵔⵉ Muḥemmed Ddemsiri), était un chanteur-poète marocain et un joueur de rabâb d’expression chleuhe. Il est considéré comme le chanteur classique moderne le plus représentatif de la nouvelle génération de chanteurs chleuhs.